# Wolfgang Schaffer
Wolfgang Peter Schaffer (* 14. Januar 1933; † 31. März 2012) war ein deutscher Jurist.

## Werdegang
Schaffer war von 1987 bis 1998 Präsident des Oberlandesgerichtes Nürnberg. Er war Gründer und langjähriger Vorsitzender der Juristischen Gesellschaft Mittelfranken zu Nürnberg.

## Ehrungen
- Großes Verdienstkreuz der Bundesrepublik Deutschland (1998)
- Bayerischer Verdienstorden (1991)
- Ehrendoktor
- Ehrenvorsitzender der Juristischen Gesellschaft Mittelfranken